# Vandiyur
Vandiyur é uma vila no distrito de Madurai, no estado indiano de Tamil Nadu.

## Demografia
Segundo o censo de 2001, Vandiyur tinha uma população de 21,464 habitantes. Os indivíduos do sexo masculino constituem 51% da população e os do sexo feminino 49%. Vandiyur tem uma taxa de literacia de 72%, superior à média nacional de 59.5%: a literacia no sexo masculino é de 77% e no sexo feminino é de 66%. Em Vandiyur, 12% da população está abaixo dos 6 anos de idade.